# ملعب أرامكو
ملعب أرامكو السعودية هو مشروع بناء ملعب جديد في المدينة الرياضية بالخبر، أُعلن عن مشروع الملعب في ملف ترشح السعودية لاستضافة كأس آسيا 2027 ويُتوقع اكتماله بحلول عام 2026م؛ ليُصبح الملعب الرئيس لنادي القادسية المملوك لـ«أرامكو السعودية».
يستوحي الملعب تصميمه من شكل الدوامة المائية المعتاد رؤيتها على سواحل مدينة الخبر، حيث يدمج شكل الملعب بين الأصالة والابتكار. وتأتي هذه التحفة المعمارية لتعزز مكانة المملكة كمُضيف لكأس آسيا لكرة القدم 2027.

## التاريخ
في 31 يوليو 2024م أعلنت أرامكو عن بدء العمل في إنشاء «ملعب أرامكو» بطاقة استيعابية تصل إلى نحو 47 ألف مقعد بالتعاون مع مجموعة «روشن».